# Les Moreres (necrópolis)
Les Moreres es una destacada necrópolis protohistórica situada en la sierra de Crevillente, cerca del yacimiento arqueológico de Peña Negra. Su ocupación abarca un período aproximado entre los siglos IX y VI a. C., que coincide con la transición de la Edad del Bronce al período orientalizante.

## Descripción
La necrópolis de Les Moreres se caracteriza por practicar la cremación de los cuerpos, donde los restos calcinados eran depositados en hoyos protegidos por piedras o urnas cerámicas. Se han descubierto 152 conjuntos funerarios, que comprenden tumbas individuales, dobles, triples y mausoleos colectivos. Los ajuares funerarios encontrados consisten en elementos ornamentales como cuentas de collar de bronce, piedra y pasta vítrea, brazaletes de bronce o marfil, fíbulas y vasos cerámicos.
Un aspecto significativo de Les Moreres es su papel en la interacción y coexistencia entre fenicios y la población local de Peña Negra. Se han identificado enterramientos que presentan características tanto autóctonas como fenicias, siendo algunos similares a enterramientos fenicios encontrados en la isla de Ibiza. Estos hallazgos respaldan la existencia de un barrio habitado por fenicios en la ciudad de Peña Negra, lo cual es crucial para comprender la formación de la cultura ibérica.

## Poblado de Les Moreres
Además de la necrópolis, se ha excavado un antiguo poblado del Calcolítico en el cerro de Les Moreres. Este asentamiento, que data de la segunda mitad del III milenio a. C., cuenta con vestigios de murallas y diversas estructuras de forma circular y ovalada. Se han hallado objetos como molinos naviformes, pesas de telar, cuentas de collar, cerámica campaniforme, así como herramientas de metal como cinceles, punzones, puntas de Palmela y un pequeño puñal de lengüeta. También se encontraron grandes placas de sílex talladas, aunque su función exacta aún no se conoce con certeza.

## Exhibición de hallazgos
El Museo Arqueológico de Crevillente y el Museo Arqueológico de Alicante (MARQ) albergan parte de los hallazgos de Les Moreres, incluyendo urnas funerarias, elementos de los ajuares y placas de sílex talladas. Estos descubrimientos proporcionan valiosa información sobre la cultura e historia de la región. Aunque Les Moreres es una necrópolis importante, se especula que podría haber otras necrópolis en la ciudad de Peña Negra que aún no se han descubierto.